# بلومن‌دال
بلومن‌دال (به هلندی: Bloemendaal) یک منطقهٔ مسکونی در هلند است که در هلند شمالی واقع شده‌است. بلومن‌دال ۱۲ متر بالاتر از سطح دریا واقع شده‌است.